# 단양초등학교
단양초등학교는 대한민국 충청북도 단양군 단양읍 도전리에 있는 공립 초등학교이다.

## 학교 연혁
- 1909년 2월 23일 사립익명학교로 개교(읍내면 상방리)[1]
- 1910년 4월 15일 단양공립보통학교로 개명(개교기념일)
- 1913년 3월 15일 제1회 졸업식(4년제)
- 1938년 4월 1일 단양제일공립심상소학교로 명칭 변경
- 1941년 4월 1일 단양서공립국민학교로 개칭
- 1949년 2월 1일 단양공립국민학교로 명칭 변경
- 1996년 3월 1일 단양초등학교로 명칭 변경
- 1999년 3월 1일 노동분교장 통폐합
- 1999년 9월 1일 금곡분교장 통폐합
- 2011년 3월 1일 충청북도교육청 교실수업개선 시범학교 지정
- 2014년 3월 1일 제29대 전병우 교장 부임
- 2015년 2월 16일 제103회 졸업식 거행(총 졸업생 수 12,082명)
- 2015년 3월 1일 16학급 편성(특수학급 포함)

## 참고 자료
- 단양초등학교 - 한국교육학술정보원 학교알리미